# Medioxyoppia hamata
Medioxyoppia hamata är en kvalsterart som beskrevs av K. Fujikawa 2004. Medioxyoppia hamata ingår i släktet Medioxyoppia och familjen Oppiidae. Inga underarter finns listade i Catalogue of Life.